# Columnea mentiens
Columnea mentiens är en tvåhjärtbladig växtart som beskrevs av B.D. Morley. Columnea mentiens ingår i släktet Columnea och familjen Gesneriaceae. Inga underarter finns listade i Catalogue of Life.